# Sardón de Duero (kommunhuvudort)
Sardón de Duero är en kommunhuvudort i Spanien.   Den ligger i provinsen Provincia de Valladolid och regionen Kastilien och Leon, i den centrala delen av landet, 150 km norr om huvudstaden Madrid. Sardón de Duero ligger 723 meter över havet och antalet invånare är 671.
Terrängen runt Sardón de Duero är platt västerut, men österut är den kuperad. Sardón de Duero ligger nere i en dal. Runt Sardón de Duero är det glesbefolkat, med 14 invånare per kvadratkilometer. Närmaste större samhälle är Tudela de Duero, 12,5 km väster om Sardón de Duero. 